# Луї Дірксенс
Луї Дірксенс (28 вересня 1898 — 21 квітня 1992) — бельгійський хокеїст на траві.
Бронзовий призер Олімпійських Ігор 1920 року.